# Old Monroe (Misuri)
Old Monroe es una ciudad ubicada en el condado de Lincoln en el estado estadounidense de Misuri. En el Censo de 2010 tenía una población de 265 habitantes y una densidad poblacional de 407,64 personas por km².

## Geografía
Old Monroe se encuentra ubicada en las coordenadas 38°56′20″N 90°44′49″O / 38.93889, -90.74694. Según la Oficina del Censo de los Estados Unidos, Old Monroe tiene una superficie total de 0.65 km², de la cual 0.63 km² corresponden a tierra firme y (2.39%) 0.02 km² es agua.

## Demografía
Según el censo de 2010, había 265 personas residiendo en Old Monroe. La densidad de población era de 407,64 hab./km². De los 265 habitantes, Old Monroe estaba compuesto por el 96.98% blancos, el 0.38% eran afroamericanos, el 0.38% eran amerindios, el 0% eran asiáticos, el 0% eran isleños del Pacífico, el 1.13% eran de otras razas y el 1.13% pertenecían a dos o más razas. Del total de la población el 1.89% eran hispanos o latinos de cualquier raza.